# Сурхдара
Окджа́р (тадж. Оқҷар) — село у складі Хатлонської області Таджикистану. Адміністративний центр джамоату імені Міралі Махмадалієва Восейського району.
Колишня назва — Акджар.
Населення — 7467 осіб (2010; 7464 в 2009).
Село розташоване на автошляху Р-27 Курбоншахід-Совет. У селі діє середня школа.